# نوكيا E6
' (بالإنجليزية: Nokia E6)‏ هو هاتف ذكي من نوكيا يعمل بنظام سيمبيان.

## الخصائص
- نظام التشغيل: سيمبيان
- المعالج: 680 ميجا هرتز
- التخزين: 350 ميجابايت